# Hypocalamia meterythra
Hypocalamia meterythra là một loài bướm đêm trong họ Noctuidae.